# Creatonotos francisca
Creatonotos francisca är en fjärilsart som beskrevs av Fabricius 1787. Creatonotos francisca ingår i släktet Creatonotos och familjen björnspinnare. Inga underarter finns listade i Catalogue of Life.